# Демидов, Вадим Игоревич
Вади́м Игоревич Деми́дов (род. 10 февраля 1961, Горький, РСФСР, СССР) — российский музыкант, лидер группы «Хроноп», певец, журналист, писатель.

## Биография
Всю жизнь прожил в Нижнем Новгороде (Горьком). В 1983 году окончил Горьковский политехнический институт по специальности инженер-электрик. Спустя два года вместе с четырьмя друзьями организовал группу «Хроноп», в которой пел, играл на гитаре и сочинял песни. 3 мая 1985 года является официальным днём рождения группы.
Начиная с 1998 года, работал журналистом в редакции еженедельника «АиФ-НН», в которой вёл полосы «Культура» и «Я молодой». Покинул редакцию в 2006-м, став журналистом-фрилансером.
После распада «Хронопа» в начале 2000 года Демидов вошёл в состав поп-рок-трио «Замша», которое Артемий Троицкий на страницах журнала «Playboy» назвал «музыкальным открытием года» («исполняют лёгкую музыку и делают это со скромным обаянием…»). На две песни «Замши» — «18 часов» и «Промотай» — были сняты клипы.
Не выдержав творческих разногласий, Демидов оставил «Замшу» в декабре 2002 года — в тот самый момент, когда сингл группы «Моя Чечня» штурмовал «топ-5» «Чартовой дюжины» «Нашего радио». Лишь в 2006 году весь архивный материал «Замши», включающий 19 песен Вадима Демидова, был издан рекорд-лейблом «Союз/Zenith».
В течение 2003 года Вадим Демидов продюсирует проект «Крупская», который получил несколько предложений на выпуск альбома от ведущих столичных лейблов, но просуществовал только девять месяцев.
Осенью 2004 года Кирилл Кобрин, один из отцов-основателей «Хронопа», выпустил книгу «Где-то в Европе», посвященную старому другу Вадиму Демидову. На нижегородской презентации книги «Хроноп» выступил в своём «золотом» составе. А настоящий реюнион группы состоялся в конце 2005 года. После воссоединения «Хроноп» выпустил пять альбомов.
Вадим Демидов с середины 80-х годов сочиняет прозу. В 1986 году им придуман жанр абсурдистской миниатюры «хармсинка» — подражание Хармсу. Первым и самым известным циклом «хармсинок» считается «Ленинградский рок-клуб». С начала 90-х Демидов обращается к теме «Историй хронопов и фамов» Хулио Кортасара в цикле миниатюр «Потерянный кортасар».
В 2010 году в литературном журнале «Новый мир» (№ 10) был опубликован дебютный роман Демидова «Сержант Пеппер, живы твои сыновья!». Роман вошёл в лонг-лист литературной премии «Нос».
В 2011 году в издательстве Ирины Прохоровой «Новое литературное обозрение» вышла дилогия о хронопах — «Сержант Пеппер, живы твои сыновья!» и «Там, где падают ангелы», которая в следующем году попала в лонг-лист премии «Большая книга».
С 2009 года Вадим Демидов ведёт еженедельную музыкальную страницу в «Новой газете в Нижнем».
Под Рождество 2013 года рекорд-лейбл «Отделение Выход» выпустил сборник акустических записей «Вадим Демидов. Акустика The Best». Весной того же года был создан литературный сайт Вадима Демидова, на котором изо дня в день появляются его новые стихи и сказки для взрослых. А под конец года увидела свет первая поэтическая книга, получившая название «Стихи»
В апреле 2014 года Демидов с группой «Хроноп» выпустил один из лучших альбомов в своей дискографии – «Сейчастье». Осенью того же года увидела свет книга «Стихи-2».
Весной 2015 года Вадим Демидов завершил работу над романом «#Яднаш», настоянном на событиях «холодной гражданской войны» года минувшего. В апреле 2016 года роман вышел в издательстве «ЭКСМО».
По словам поэта Дмитрия Токмана, «новый роман поэта и рок-музыканта, лидера нижегородской группы «Хроноп» Вадима Демидова успешно наследует манере, заявленной автором в предыдущих работах – «Сержант Пеппер, живы твои сыновья!» и «Там, где падают ангелы». Осязаемо – порою до натурализма – подаваемые подробности времени и места действия органично соседствуют с гиперболизацией, заходами в фарс и мистику, а сновидчество и глубокая рефлексия перемежаются почти дословными цитатами из газет и блогов. Фирменный стиль Демидова – умение разглядеть между строк обыденности историю космического масштаба и притчу библейского звучания, не греша при этом ни пафосом, ни профетизмом».
Писатель Валерий Хазин определяет роман следующим образом: «Остроумный политический памфлет и злободневная социальная сатира, изготовленные по рецептам лучших рок-опер и содержащие искрящиеся капли подлинной поэзии. И читатель должен различить в повествовании голоса «литературных первопредков» автора — ироничные и безнадежно печальные голоса кортасаровских хронопов».
В сентябре 2016 года Демидов опубликовал роман «2028, или Одиссея Чёрной дыры», который составляет дилогию с предыдущим «#Яднашем». Спектр мнений об «Одиссее» был весьма широк — «сложная магическая формула, заклинание, направленное на то, чтоб не вышло так, как в этой книге описано» (Артём Липатов), «самая страшная книга из читанных мной» (Евгений Габелев), «убедительный политический роман на злободневную тему с легко узнаваемыми прототипами» (Артемий Троицкий), «своеобразная панихида по "любви, свободе и рок-н-роллу", не раз воспетым в песнях «Хронопа» (Павел Пиковский), «в авторе всё время борется публицист с романистом, сатирик с трагиком, а мистик — со всеми остальными» (Алексей Мажаев), «антиутопия, рисующая картину будущего мира в стиле стимпанк, куда ведёт общество разогнавшаяся на полных парах машина власти» (Ольга Назарова).
Начиная с января 2017 года, Демидов работает над новым альбомом «Хронопа», который должен стать десятым в дискографии группы. Закончить работу над альбомом группа планирует осенью 2018 года.
Весной 2017 года увидел свет сборник Демидова «Сказки про животных». Сказки, составившие сборник, написаны в течение последних четырех лет, в промежутках между работой над жёсткими социальными романами. Действительность в них предстаёт в абсурдно-пародийной форме, литературные сюжеты и герои подвергаются вольной интерпретации, ироническому обыгрыванию и переосмыслению. В одном из интервью автор говорил так: «Герои сказок покрыты шерстью и хвостаты, но это только видимость – разумеется, все их конфликты вполне человеческие. Мои заяц-пенсионер, свинья, которую вот-вот должны заколоть, превратившаяся в речное существо собачка Муму, – это я, ты, все мы. Может показаться, что я кое-где ностальгирую по молодости, по советским временам, но эта ностальгия немножко ироничная».
В апреле 2019 года в музыкальном издательстве «Геометрия» вышел юбилейный, 10-й альбом группы «Хроноп» – «Отчаянье и любовь», над которым Вадим Демидов, как автор песен, вокалист и сопродюсер, работал последние три года. Андрей Бухарин, рецензируя альбом, заметил, что метафизическая сторона творчества Вадима Демидова, как колдовской эликсир, настаивается, крепчает с годами, и сам он остаётся, — пользуясь выражением Максимилиана Волошина, не знавшего уродливого слова «андеграундный», — нашим «подземным» рок-классиком.
В ноябре 2019 года на рекорд-лейбле «Отделение Выход» вышел диск «Полковник.Трибьют» — альбом-посвящение нижегородскому рок-барду Алексею Хрынову (Полковнику). Демидов выступил в роли продюсера и составителя трибьюта.
В начале декабря 2020 года Вадим Демидов присоединился к международной акции солидарности артистов «Жыве Беларусь!», выражая своё восхищение и поддержку борьбе белорусского народа с режимом Лукашенко

## Дискография Вадима Демидова
- Магнитоальбомы:
  - 1985 — «Домашний аквариум»
  - 1986 — «Серые простыни»
  - 1988 — «Топот мух» (концертный)
  - 1995 — «Где-то в Европе»
- Альбомы на виниле:
  - 1990 — «Здесь и сейчас» — фирма «Мелодия», 1991
- Альбомы на CD:
  - 1990 — «Здесь и сейчас» — рекорд-лейбл «Союз/Zakat», 2007
  - 1991 — «Легче воды» — рекорд-лейбл «Союз/Zakat», 2008
  - 2002 — «Замша» «Та, вместо которой», 2CD — рекорд-лейбл «Союз/Zakat», 2006
  - 2006 — «Любитель жидкости» — рекорд-лейбл «Союз/Zakat», 2007
  - 2006 — «Лучше поздно» («Дебют», сайд-проект с участием Вадима Демидова и Андрея Колесова) — музыкальное издательство «Геометрия», 2008
  - 2007 — «Песни бронзового века» — рекорд-лейбл «Союз/Zakat», 2008 (с бонус-DVD)
  - 2008 — «Венецианский альбом» — рекорд-лейбл «Союз/Zakat», 2009
  - 2009 — «Двенадцать писем на небо» — рекорд-лейбл «Союз/Zakat», 2010
  - 2010 — Вадим Демидов «Все женщины с солнца» (2CD) — лейбл «Бомба-Питер», 2010
  - 2012 — «Сезон лирохвоста» — музыкальное издательство «Геометрия», 2012
  - 2013 — «Акустика The Best» — независимое музыкальное издательство «Отделение Выход», 2013
  - 2013 – Вадим Демидов «Акустика The Best» — лейбл «Отделение Выход», 2013
  - 2014 – «Сейчастье» — музыкальное издательство «Геометрия», 2014
  - 2014 – «Гибкие люди» (сингл) с участием Александра Терёшкина – Интернет-релиз
  - 2015 – «Холден Колфилд» (сингл) в составе проекта «Лучше поздно» с Андреем Колесовым — Интернет-релиз.
  - 2019 – «Отчаянье и любовь» — музыкальное издательство «Геометрия», 2019